# Thomas Bopp
Pour les articles homonymes, voir Bopp.
Thomas Joel Bopp, né le 15 octobre 1949 et mort le 5 janvier 2018, est un astronome amateur américain. Il est notamment connu pour avoir co-découvert la comète Hale-Bopp (C/1995 O1), avec Alan Hale, en 1995.
L'astéroïde (7086) Bopp a été nommé en son honneur.